# 椎橋侃二
椎橋 侃二（しいばし かんじ、1892年（明治25年）2月8日 - 1969年（昭和44年）12月18日）は、大日本帝国陸軍軍人。最終階級は陸軍少将。功四級。

## 経歴
1892年（明治25年）に神奈川県で生まれた。陸軍士官学校第25期卒業。1937年（昭和12年）10月に輜重兵第26連隊長（北支那方面軍・駐蒙軍・第26師団）に就任し、日中戦争に出動した。1938年（昭和13年）7月に陸軍輜重兵大佐に進級し、1940年（昭和15年）5月29日に近衛師団司令部附となり、6月8日に近衛輜重兵連隊補充隊長に就任した。
1942年（昭和17年）8月1日に陸軍少将進級と同時に第7野戦輸送司令官（関東軍・第5軍）に就任した。その後第57軍（第2総軍・第16方面軍）隷下に編入され、内地に移駐し、宮崎県庄内で本土決戦に備える中で終戦を迎えた。
1947年（昭和22年）11月28日、公職追放仮指定を受けた。